# 경북고속
주식회사 경북고속은 대구광역시 및 경상북도를 연고로 하는 시외버스, 고속버스 운행 및 터미널을 운영하는 회사이다. 본사는 대구광역시 서구 서대구로 295 (비산동) 북부정류장에 위치해 있으며, 차적지는 경상북도 칠곡군이다.

## 역사 및 현황
1965년에 설립되었으며, 국신여객을 계열사로 두고 있었다. 2001년 아진여객, 영남여객, 제일여객, 경북여객, 국신여객, 아진고속, 경북고속 등으로 한 계열로 통합하였다. 2017년 사명을 경북코치서비스에서 코리아와이드경북으로 변경하였다. 2016년에 서울 ~ 밀양 노선의 운행을 개시하면서 서울고속버스터미널에 진출했으며, 티머니 E-Pass를 도입했다. 같은 해 9월에는 전국고속버스운송사업조합에 가입했다. 하지만 2018년 하반기에 몇몇 노선들을 타 회사로 이관하는 과정에서 서울 ~ 밀양 노선에서 철수했다.
2020년 2월 3일부터 주식회사 코리아와이드경북에서 여객자동차부문을 주식회사 경북고속으로 분리하였다.

## 운행 노선

### 고속버스
2019년 4월 기준이다. 모든 노선이 시외버스에서 고속버스로 전환된 노선이다.
| 운행 노선           | 공동 운행사 | 운행구간     | 운행구간 | 운행구간     | 경유지       | 운행 대수 | 운행 대수 | 운행 대수 | 비고                                                                      |
| 운행 노선           | 공동 운행사 | 운행구간     | 운행구간 | 운행구간     | 경유지       | 일반      | 우등      | 고급      | 비고                                                                      |
| ------------------- | ----------- | ------------ | -------- | ------------ | ------------ | --------- | --------- | --------- | ------------------------------------------------------------------------- |
| 대구 ↔ 고양         |             | 동대구       | ↔        | 고양         |              | 1         | 3         | -         | 2015년 12월 22일 고속버스 노선으로 전환 2016년 3월 22일 일반 1대 우등전환 |
| 대구 ↔ 김해국제공항 |             | 동대구       | ↔        | 김해국제공항 |              | 2         | 8         | -         | 2014년 7월 11일 고속버스 노선으로 전환 2015년 2월 5일 일반 2대 우등전환   |
| 대구 ↔ 수원         |             | 동대구       | ↔        | 수원         |              | 1         | 3         | -         |                                                                           |
| 대구 ↔ 안산         |             | 동대구       | ↔        | 안산         |              | 2         | 3         | -         | 2015년 9월 23일 고속버스 노선 전환 인가 2016년 9월 13일 우등 증차         |
| 대구 ↔ 용인         |             | 동대구       | ↔        | 용인         | 신갈, 서대구 | 2         | 4         | -         | 2015년 12월 22일 고속버스 노선으로 전환 2019년 10월 22일부터 서대구 경유  |
| 대구 ↔ 원주         |             | 동대구       | ↔        | 원주         |              | 0         | 5         | -         |                                                                           |
| 인천국제공항 ↔ 대구 |             | 인천국제공항 | ↔        | 동대구       |              | -         | 2         | 2         |                                                                           |
| 광주 ↔ 구미         | 금호고속    | 광주         | ↔        | 구미         |              | -         | 2         | -         | 2012년 6월 14일 고속버스로 전환                                           |
| 수원 ↔ 통영         |             | 수원         | ↔        | 통영         |              | 1         | 3         | -         | 2014년 9월 29일 신설 인가 2015년 7월 15일 일반 1대 우등전환               |
| 안산 ↔ 통영         |             | 안산         | ↔        | 통영         |              | -         | 3         | -         | 2015년 9월 1일 고속버스 노선으로 전환 2016년 3월 14일 일반 1대 우등전환   |

### 시외버스
동서울 출발 노선
- 동서울 ↔ 영주(경기고속, 대원고속과 공동 배차)
- 동서울 ↔ 고현(통영 경유, 천일여객, 경원여객과 공동 운행)

인천 출발 노선
- 인천 ↔ 안동(안산, 경북도청 경유와 완행으로 나뉨)
- 인천 ↔ 구미(직통과 완행으로 나뉨)
- 인천 ↔ 통영
- 인천 ↔ 대구서부(안산, 수원, 오산, 구미, 구미공단, 구미복지 경유, 2020년 7월 진안고속에 양수)

이천 출발 노선
- 이천 ↔ 동대구(여주, 구미 경유, 대원고속과 공동 배차)
- 이천 ↔ 부산(여주 경유, 경남고속, 대원고속과 공동 배차)

성남 출발 노선
- 성남 ↔ 안동(영주 경유, 경기고속과 공동 배차)
- 성남 ↔ 김해(구미 경유)[2]

수원 출발 노선
- 수원 ↔ 구미(오산 경유, 일부시간대 직통 운행)
- 수원 ↔ 의성(오산, 구미, 군위 경유)
- 수원 ↔ 안동(무정차와 경북도청 경유, 완행으로 나뉨)
- 수원 ↔ 영주

대전 출발 노선
- 대전 ↔ 영주(평은, 안동, 구미 경유와 꽃동산, 장수, 점촌 경유로 나뉨[3])
- 대전 ↔ 안동(구미 직통과 군위, 도리원, 의성 경유로 나뉨, 대성고속, 진안고속과 공동 배차)[4]
- 대전 ↔ 예천(완행노선)
- 대전 ↔ 김해국제공항(구미 경유)[5]

북대구 출발 노선
- 북대구 ↔ 동서울(의성, 안동, 영주, 단양, 제천, 원주 경유)
- 북대구 ↔ 강릉(강원흥업 공동 배차)
- 북대구 ↔ 속초(강릉, 양양 경유 및 강원흥업 공동 배차)
- 북대구 ↔ 봉화(안동 경유, 일부 시간대 의성, 영주 경유)
- 북대구 ↔ 영양(진보, 안동 경유)
- 북대구 ↔ 태백(안동 경유와 영주 경유가 있으며, 봉화, 춘양, 현동, 장성 경유)
- 북대구 ↔ 영주(무정차와 직행으로 나뉨)
- 북대구 ↔ 안동(무정차와 직행으로 나뉨, 진안고속 공동 배차)
- 북대구 ↔ 지보(효령, 군위, 도리원, 안계 경유)

동대구 출발 노선
- 동대구 ↔ 예천(경북도청, 예천삼거리 경유)
- 동대구 ↔ 천안(구미 경유)
- 동대구 ↔ 서부산(고려여객과 공동 배차)
- 동대구 ↔ 해운대(해운대고속과 공동 배차)

구미 출발 노선
- 구미 ↔ 고양(부천 경유)
- 구미 ↔ 속초(안동, 영주, 강릉 경유, 강원여객과 공동 배차)
- 구미 ↔ 전주(전북고속과 공동 배차)
- 구미 ↔ 목포(동대구 경유, 금호고속과 공동 배차)
- 구미 ↔ 안동(의성, 군위 경유)
- 구미 ↔ 선산(고아 경유)
- 구미 ↔ 점촌(고아, 선산, 상주 경유)
- 구미 ↔ 진주(진주역, 개양, 복지, 공단 경유)
- 구미 ↔ 통영

포항 출발 노선
- 포항 ↔ 서산(경주, 구미, 기지시, 당진 경유, 충남고속과 공동 배차)
- 포항 ↔ 영주(아성고속, 천마고속과 공동배차)
- 포항 ↔ 예천(기계, 죽장, 도평, 안덕, 안동대학교, 안동, 경북도청 경유, 아성고속, 천마고속과 공동 배차)

부산 출발 노선
- 부산 ↔ 춘천(홍천, 횡성 경유, 강원고속, 금강고속과 공동 배차)
- 부산 ↔ 원주(강원고속, 금강고속과 공동 배차)
- 부산 ↔ 영주(안동 경유, 대성고속, 진안고속과 공동 배차, 일부시간대 제천까지 운행)
- 부산 ↔ 단양(북대구, 의성, 안동, 영주 경유)
- 부산 ↔ 예천(북대구 경유와 완행으로 나뉨)
- 부산 ↔ 의성(북대구 경유)
- 부산 ↔ 군위(북대구, 효령 경유, 일부시간대 도리원까지 운행)
- 부산 ↔ 다인(북대구, 효령, 군위, 도리원, 비안, 안계 경유
- 부산 ↔ 지보(북대구, 효령, 군위, 도리원, 비안, 안계, 다인, 풍양 경유)

인천국제공항 출발 노선
- 인천국제공항 ↔ 동대구(대성고속 공동 배차, 2019년 7월 1일 노선 조정)
- 인천국제공항 ↔ 경산(시지, 구미 경유, 2019년 7월 1일 노선 조정)
- 인천국제공항 ↔ 포항(경주 경유, 천마고속, 아성고속 공동 배차)
- 인천국제공항 ↔ 창원(마산 경유, 천일여객, 경남고속 공동 배차)
- 인천국제공항 ↔ 울산(경남고속, 아성고속, 천마고속과 공동 배차)
- 인천국제공항 ↔ 부산(경남고속과 공동 배차)
- 인천국제공항 ↔ 부산서부(경남고속과 공동 배차)[7]

기타 출발 노선
- 서울경부 ↔ 영주(단양 경유, 경기고속과 공동 배차)
- 창원 ↔ 안산(마산, 오산, 수원 경유, 고려여객, 경남고속, 천일여객과 공동 배차)
- 울산 ↔ 점촌(신복, 복지, 공단, 구미, 상주, 경유)

## 운행 차량

#### 자일대우버스
- 자일대우 FXII120 크루징 스타
- 자일대우 FXⅡ212 슈퍼크루저
- 자일대우 FX212 슈퍼스타

#### 현대자동차
- 현대 뉴 프리미엄 유니버스 익스프레스 노블
- 현대 뉴 프리미엄 유니버스 프라임 EX
- 현대 뉴 프리미엄 유니버스 프라임 프레스티지 EX

#### 기아자동차
- 기아 뉴 그랜버드 슈퍼 프리미엄 실크로드 캄

## 사업장 현황
- 본사: 대구광역시 서구 서대구로 295 (비산동)
- 동대구지사 : 대구광역시 동구 동부로 149 (신천4동) 동대구복합환승센터

## 갤러리

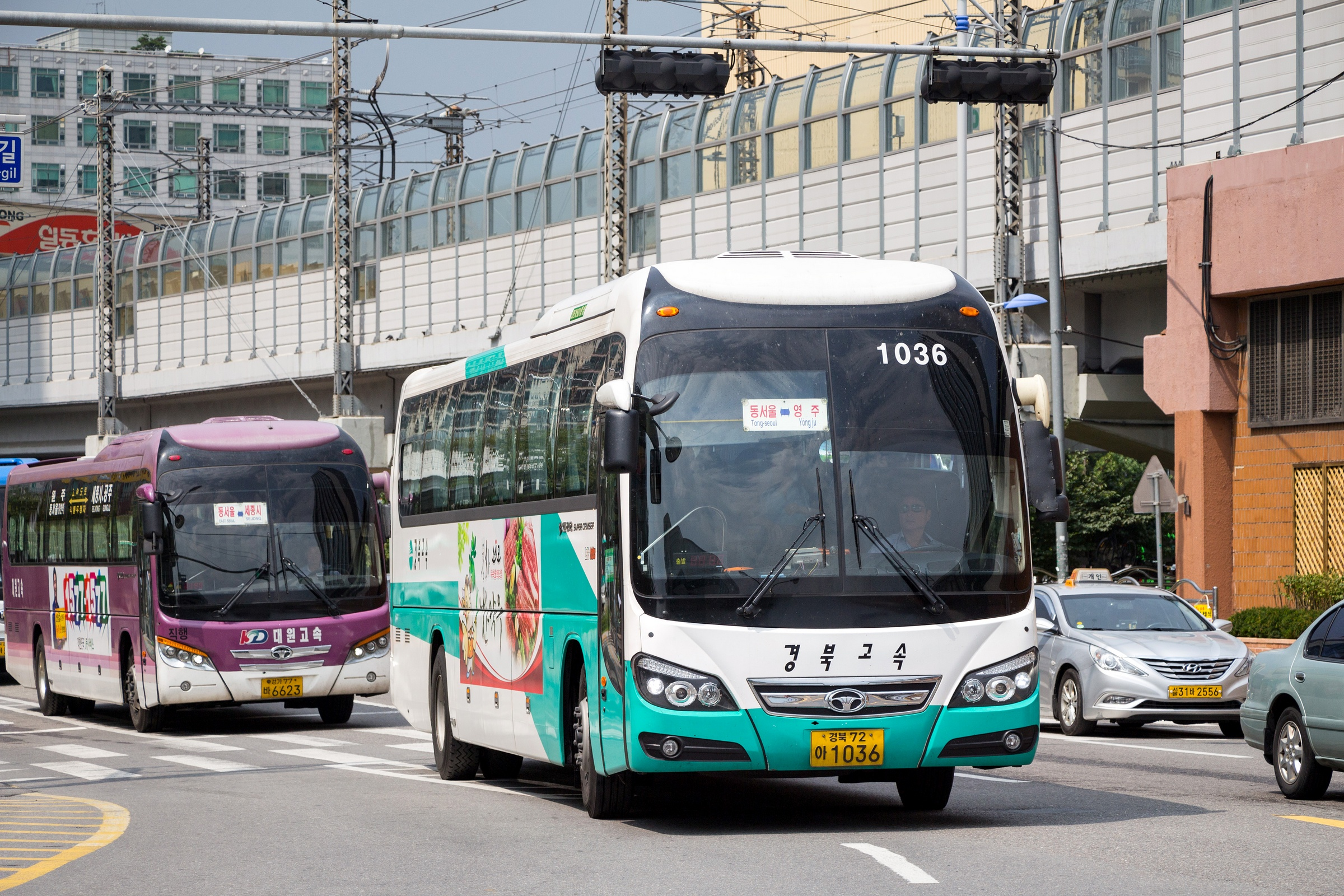
동서울 ↔ 영주 노선
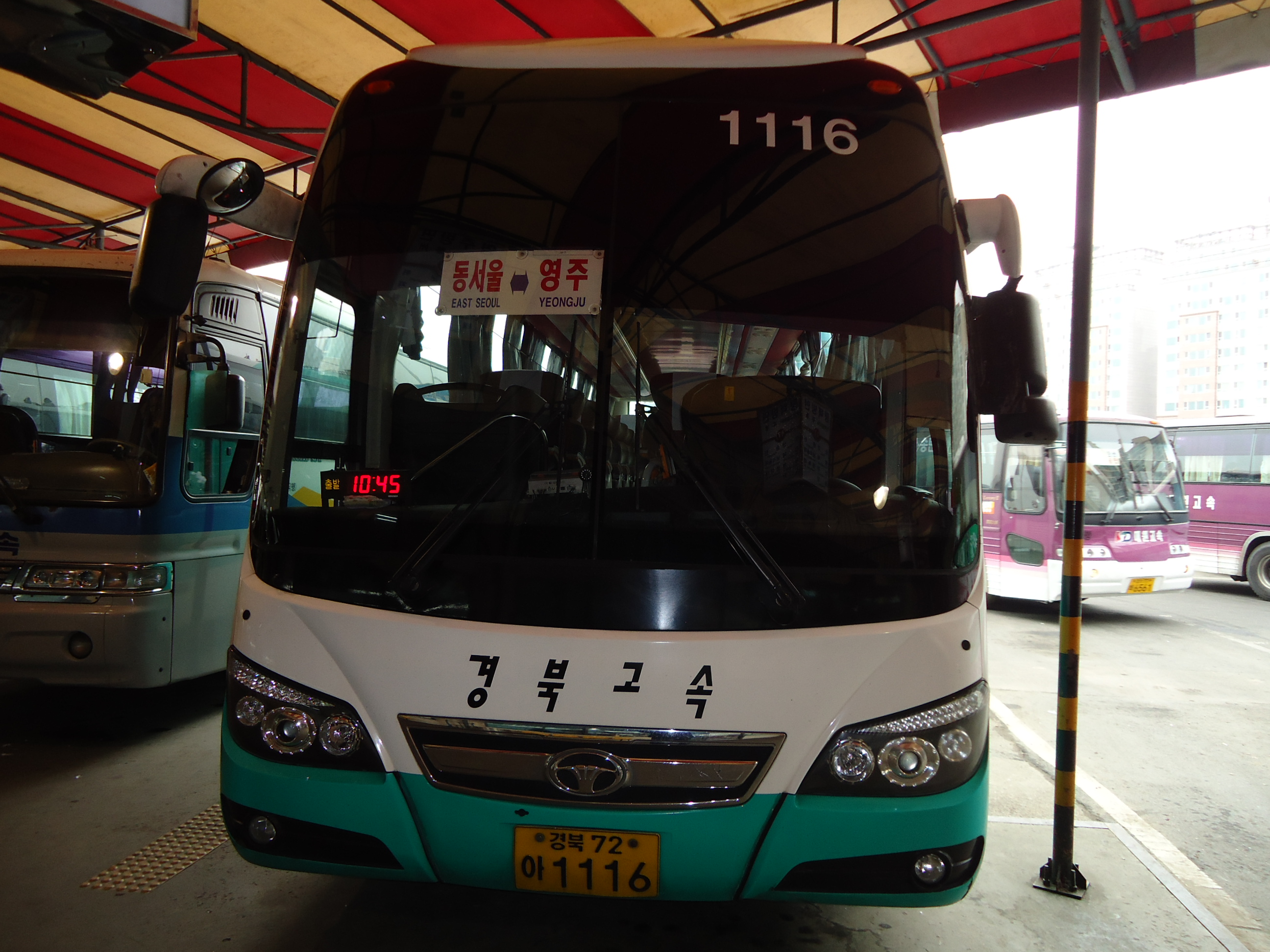
동서울 ↔ 영주 노선 (동서울종합버스터미널)
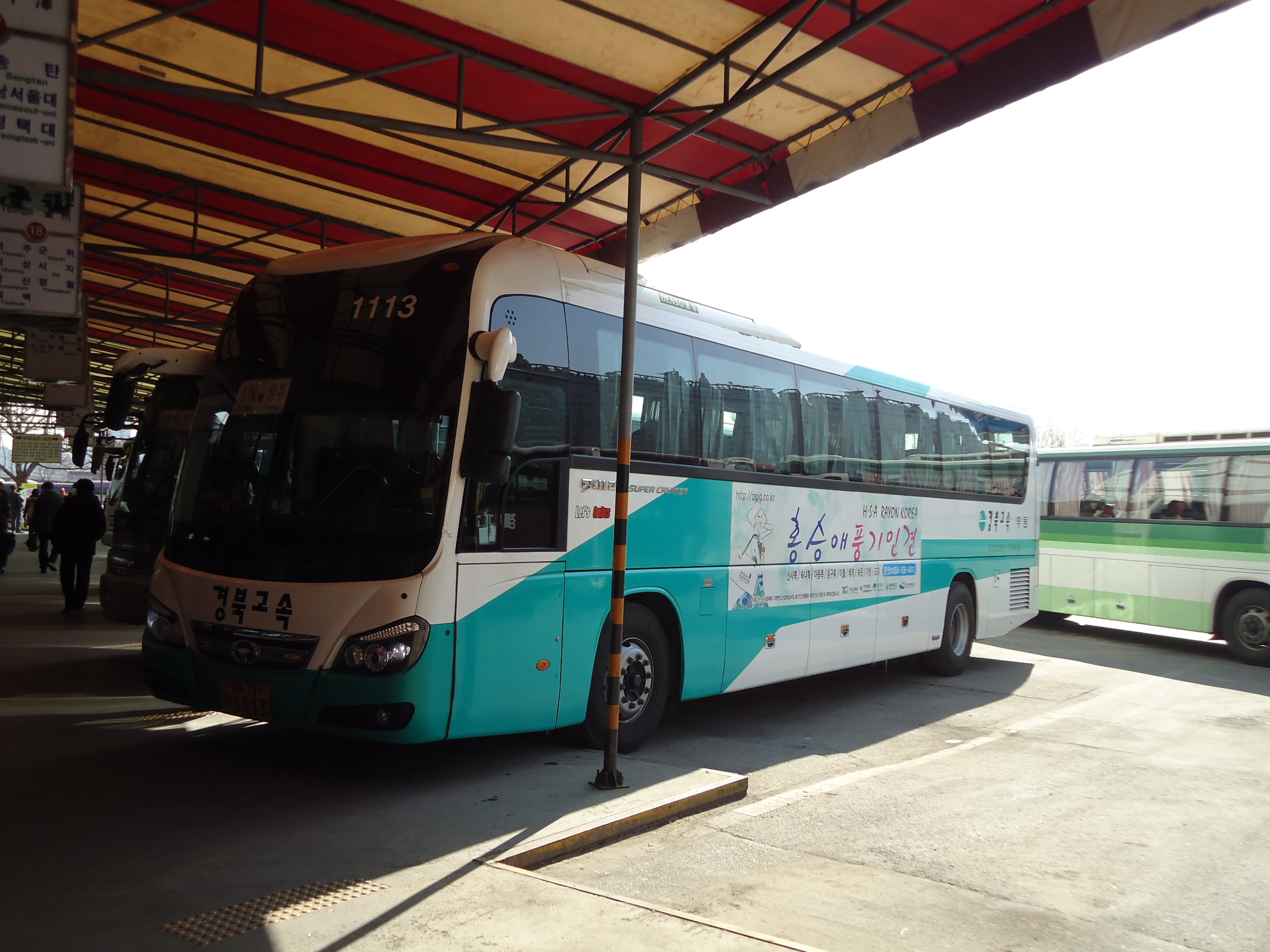
동서울 ↔ 영주 노선 (동서울종합버스터미널)
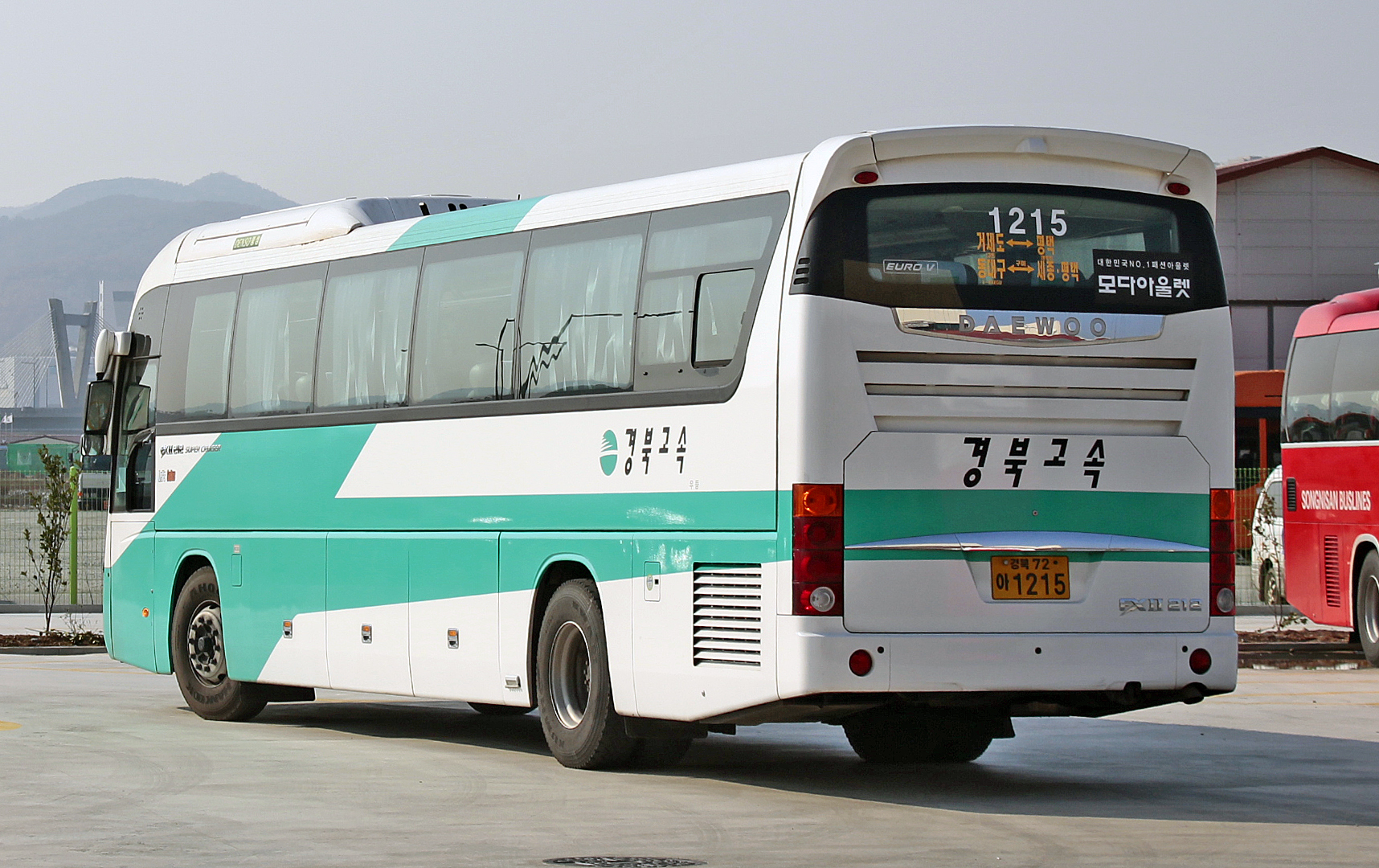
세종고속시외버스터미널 내 주박 모습
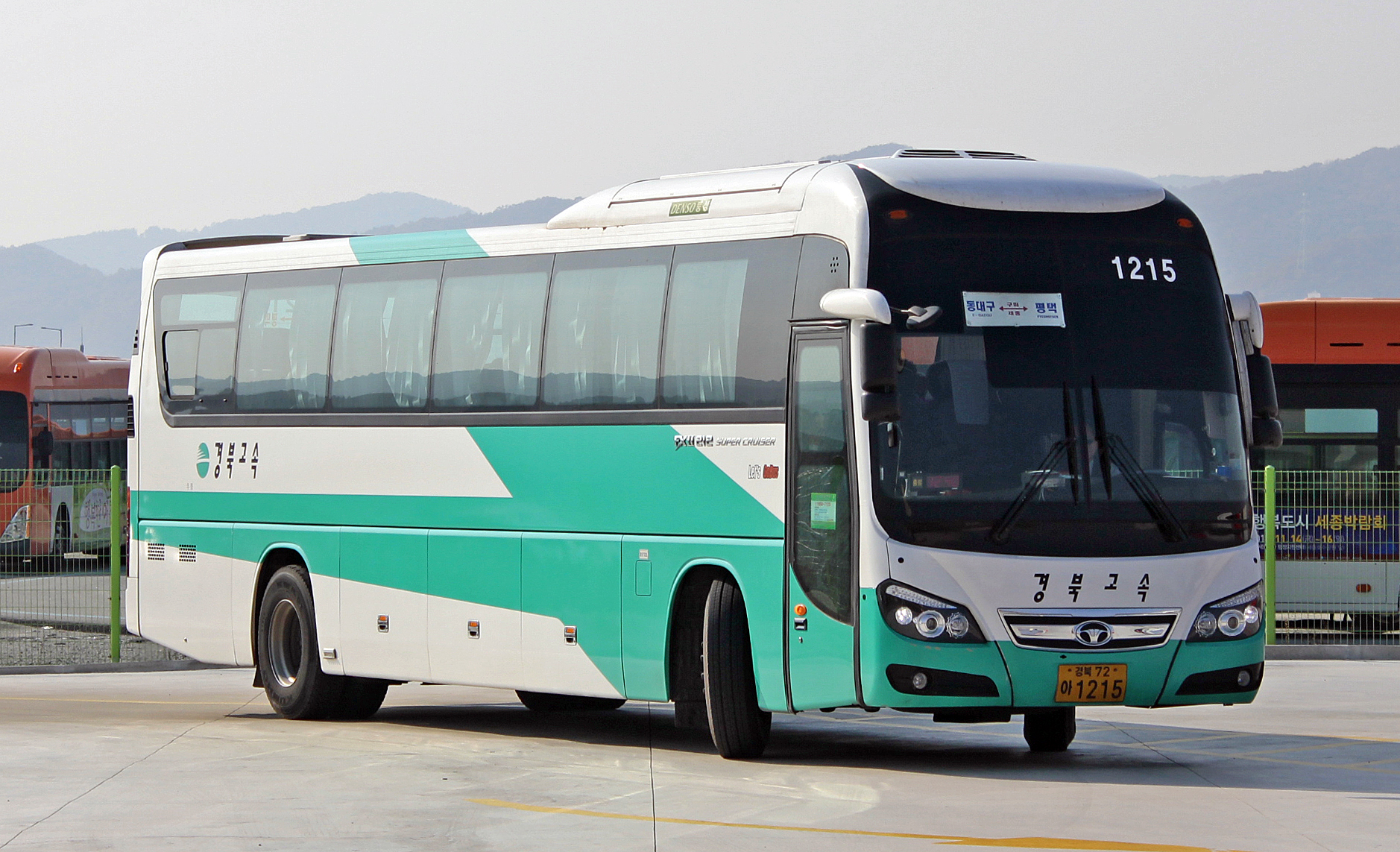
동대구 ↔ 평택 노선
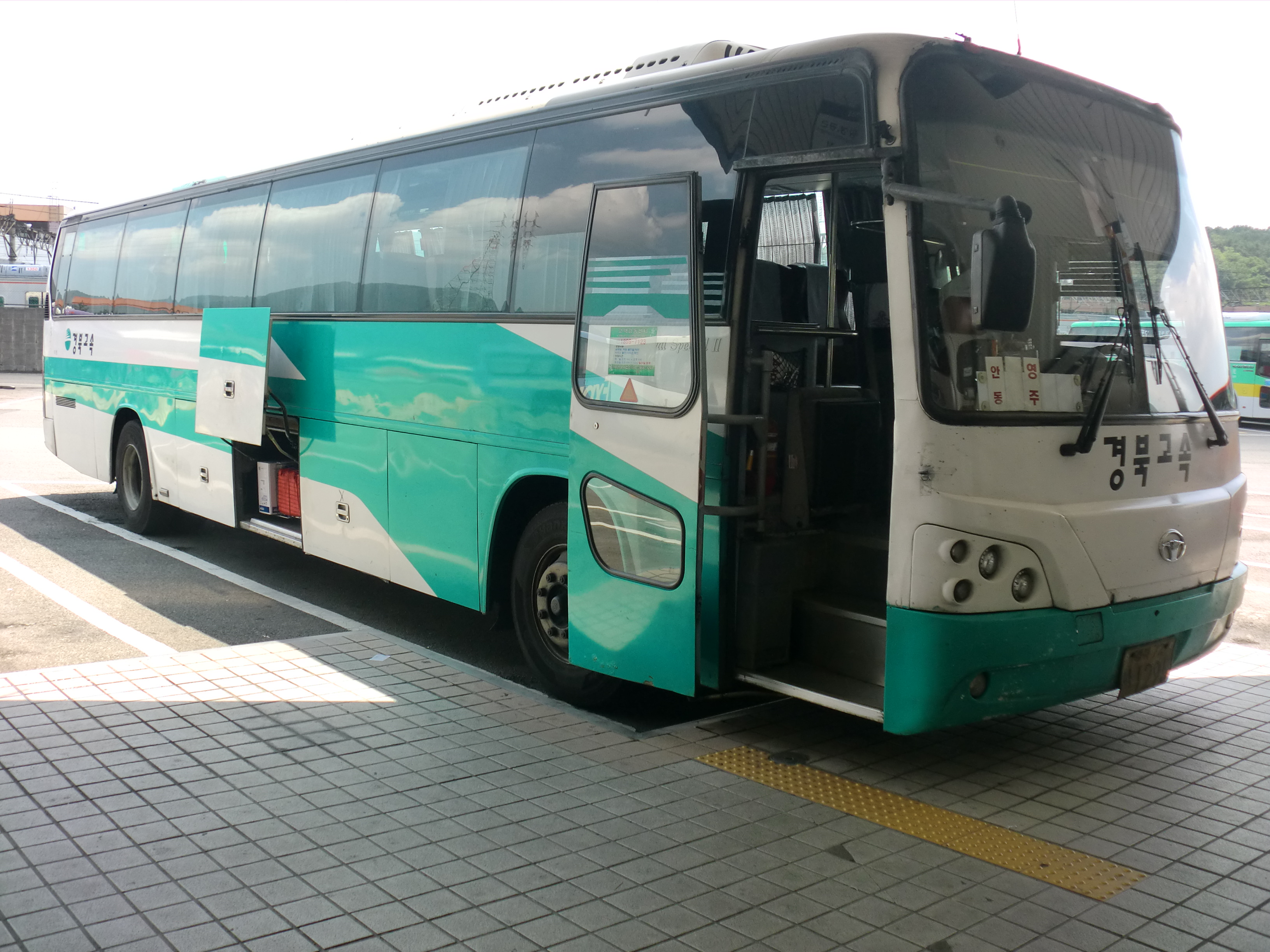
안동, 영주 방면 노선 (대차됨)
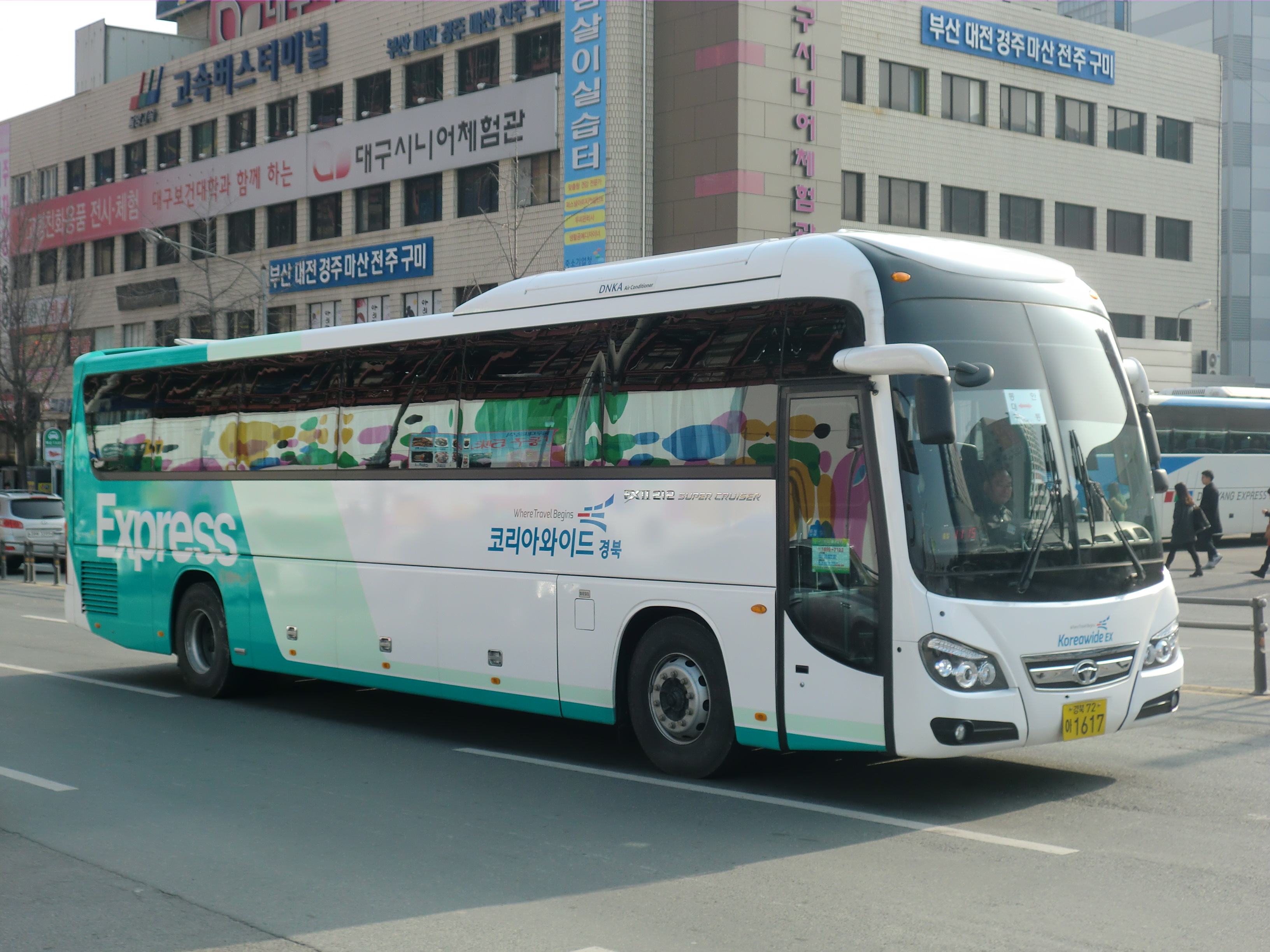
코리아와이드 경북 로고를 입힌 신도색
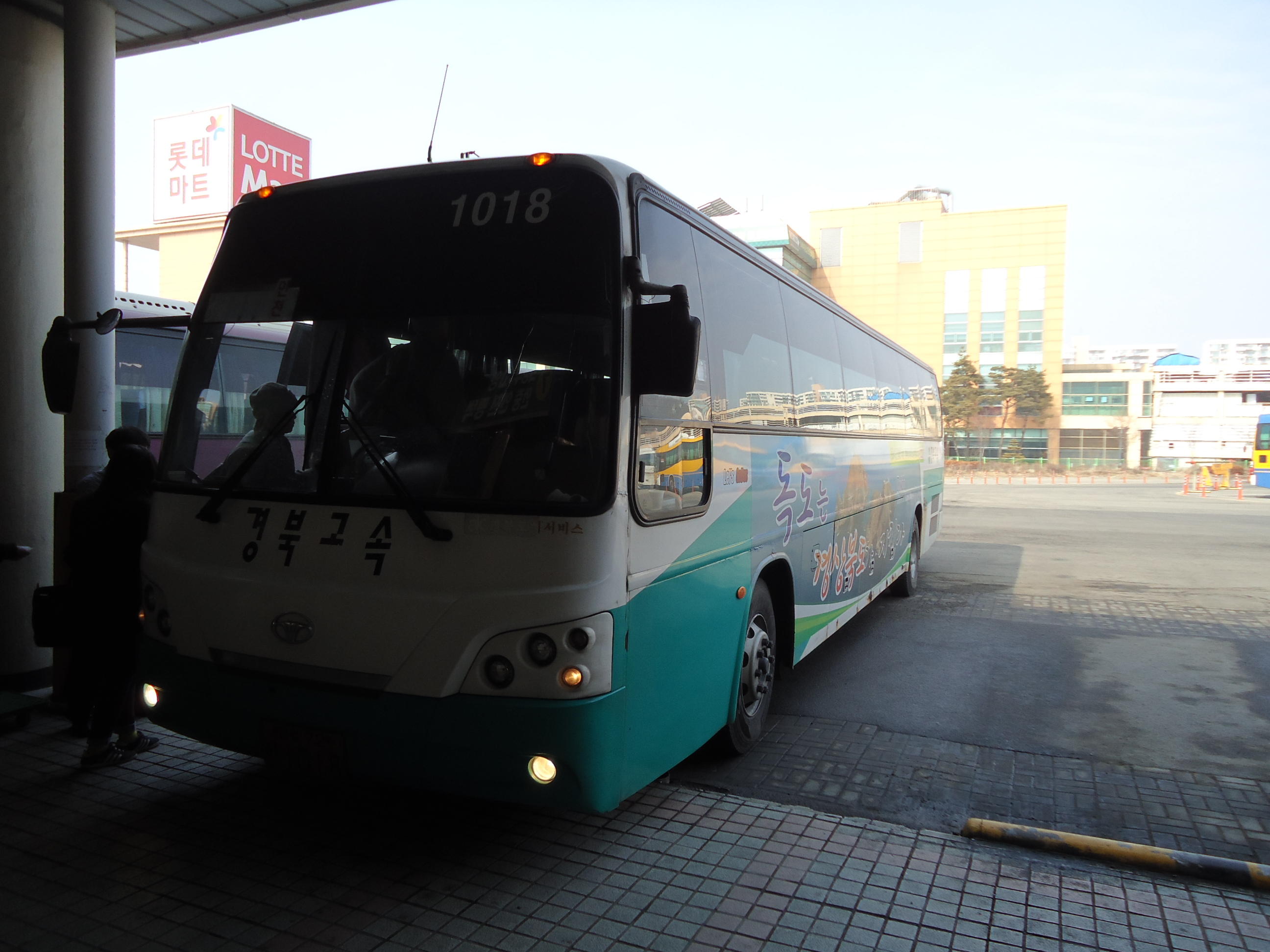
북대구 ↔ 인천 노선 (대차됨)